# Cometes eximius
Cometes eximius là một loài bọ cánh cứng trong họ Cerambycidae.